# Dicranopteris flexuosa
Dicranopteris flexuosa är en ormbunkeart som först beskrevs av Heinrich Adolph Schrader, och fick sitt nu gällande namn av Lucien Marcus Underwood. Dicranopteris flexuosa ingår i släktet Dicranopteris och familjen Gleicheniaceae. Inga underarter finns listade.

## Bildgalleri

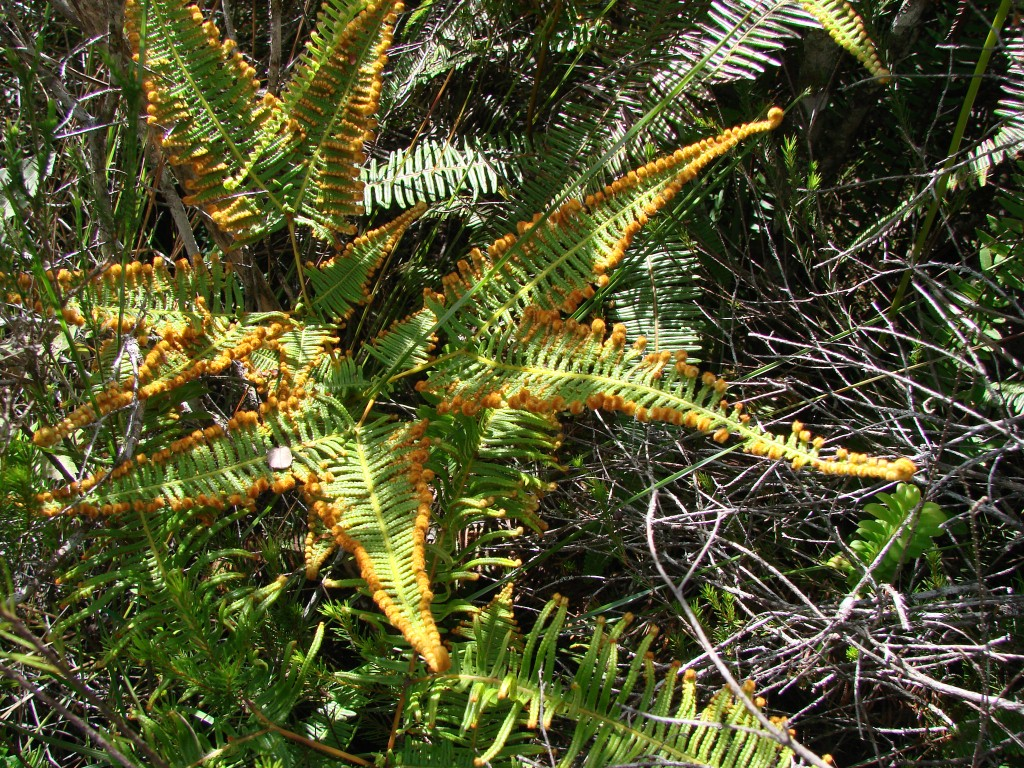